# 사블라

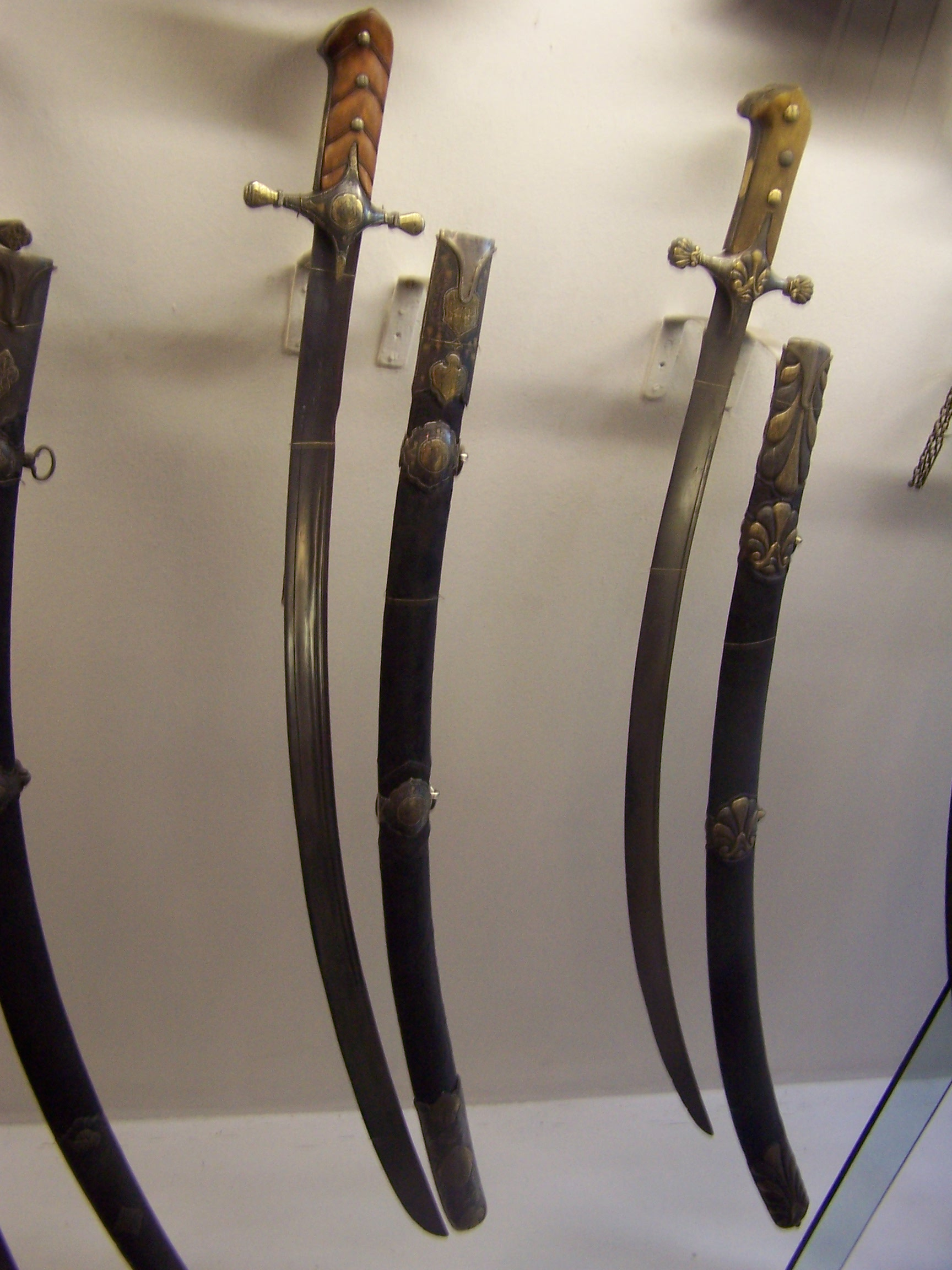
폴란드 바르샤바의 폴란드군 박물관에 전시된 사블라.

사블라(폴란드어: Szabla)는 동유럽 지역에 처음 나온 휜 모양의 검으로 사브르와 유사한 근접 무기이다. 초기에는 경기갑 부대가 사용했으며, 나중에는 무술 및 의식 목적을 위해 사용하는 형태로 진화했다. 19세기까지는 귀족의 상징 중 하나로 폴란드-리투아니아 연방 시기 남성 전통 복장 중 하나로 여겨졌다.

## 같이 보기
- 사시카

## 서지
- W. Kwaśniewicz, Leksykon broni białej i miotającej, Warszawa, Dom wydawniczy Bellona, 2003 ISBN 83-11-09617-1
- W. Kwaśniewicz, Dzieje szabli w Polsce, Warszawa, Dom wydawniczy Bellona, 1999 ISBN 83-11-08894-2
- Andrzej Nadolski "Polska broń. Biała broń", Warszawa 1974